# طاووس عمروش
طاووس عمروش (به فرانسوی: Taos Amrouche) نویسنده و خواننده قرن بیستم میلادی اهل الجزایر بود. او نخستین رمان‌نویس زن الجزایری به شمار می‌رود.